# Amherst (Ohio)
Amherst è un comune degli Stati Uniti d'America, situato nello stato dell'Ohio, nella contea di Lorain.